# Goephanes basiflavicornis
Goephanes basiflavicornis là một loài bọ cánh cứng trong họ Cerambycidae.